# Malika Mussajewa
Malika Mussajewa (russisch Малика Мусаева; * 1992 in Grosny) ist eine tschetschenische Regisseurin und Drehbuchautorin.

## Leben
Während des Zweiten Tschetschenienkriegs floh Mussajewas Familie aus ihrem Heimatland und lebte eine Zeit lang in Inguschetien, in der Ukraine und in Deutschland, bevor sie 2003 nach Russland ging. Dort studierte Mussajewa fünf Jahre an der Kabardino-Balkarischen Universität die Fächer Regie, Theater und Fernsehen bei Alexander Sokurow. Ihren Abschluss machte sie dort 2016; danach kehrte sie nach Deutschland zurück. An der Hamburg Media School machte sie ihren Abschluss im Fach Regie. Ihr Langfilmdebüt, die französisch-russische Co-Produktion Kletka ischtschet ptizu (The Cage Is Looking for a Bird), feierte Weltpremiere im Rahmen der 73. Berlinale in der Sektion Encounters.

## Filmografie
- 2013: Priotkrywaja dwer (Slightly Opening the Door), Kurzfilm
- 2014: Baschnja moltschanija (The Tower of the Silence), Kurzfilm
- 2016: Legkaja wina (Minor Guilty), Kurzfilm
- 2017: Strach (Angst), Kurzfilm
- 2018: Ja ostajus (I Can Stand), Kurzfilm
- 2023: Kletka ischtschet ptizu (The Cage Is Looking for a Bird), Spielfilm